# Этот неловкий момент (фильм, 2015)
«Этот неловкий момент» (фр. Un moment d'égarement) — французская комедийная драма 2015 года режиссёра Жана-Франсуа Рише. Фильм является ремейком одноименной ленты режиссёра Клода Берри 1977 года. Премьера фильма состоялась 11 июня 2015 года на кинофестивале романтических фильмов в Кабуре.

## Сюжет
Два лучших друга отправились отдыхать на Корсику со своими дочерьми Луной (Лола Ле Ланн) и Мари (Алис Изас). Именно там происходит роман между сорокапятилетним Лораном (Венсан Кассель), отцом Мари, и семнадцатилетней Луной, дочерью лучшего друга Антуана (Франсуа Клюзе).
Однажды Мари заподозрила отца в интимной близости с Луной и сильно поменяла своё отношение к нему. Луна влюблена в Лорана, но он считает их близость ошибкой и хочет всё прекратить. Чтобы его стимулировать, она сказала отцу, что её соблазнил и покинул 45-летний мужчина. Антуан хочет разыскать и наказать обидчика, предлагая своему другу помочь найти его, не зная, что он и есть «виновник»…

## В ролях
| Актёр          | Роль            |
| -------------- | --------------- |
| Венсан Кассель | Лоран           |
| Франсуа Клюзе  | Антуан          |
| Лола Ле Ланн   | Луна            |
| Алис Изас      | Мари            |
| Филипп Наон    | сосед           |
| Аннелиз Эсме   | женщина в клубе |